# Zapuže pri Ribnici
Zapuže pri Ribnici – wieś w Słowenii, w gminie Ribnica. W 2018 roku liczyła 23 mieszkańców.